# Awi’ezer
Awi’ezer (hebr.: אביעזר) – moszaw położony w samorządzie regionu Matte Jehuda, w Dystrykcie Jerozolimy, w Izraelu.
Leży w górach Judei, w odległości 9 km na południowy zachód od miasta Bet Szemesz.

## Historia
Moszaw został założony w 1958.

## Gospodarka
Gospodarka moszawu opiera się na rolnictwie.